# Апостол Филипп
Апо́стол Фили́пп (др.-греч. Φίλιππος, лат. Philippus, сир. ܦܝܠܝܦܘܣ) — один из двенадцати апостолов (учеников) Иисуса Христа. В Православной церкви его память совершается 14 (27) ноября, в Католической церкви — 3 мая.

## Жизнеописание
Апостол Филипп упомянут в списках апостолов в Евангелии от Матфея (10:3), от Марка (3:18), от Луки (6:14), а также в Деяниях Апостолов (1:13, 8:5—40).
Евангелие от Иоанна сообщает, что Филипп был родом из Вифсаиды, из одного города с апостолами Андреем и Петром и призван за ними третьим. Филипп привёл к Иисусу Нафанаила (Варфоломея) (Ин. 1:43—46). На страницах Евангелия от Иоанна Филипп появляется ещё трижды: он беседует с Иисусом о хлебе для множества народа (Ин. 6:5—7); приводит к Иисусу Еллинов (эллинизированных иудеев; Ин. 12:20—22); просит Иисуса на Тайной вечере показать Отца (Ин. 14:8, 9).
Согласно житию, после Вознесения Господа апостол Филипп проповедовал Слово Божие в Галилее, Греции и некоторых других странах, сопровождая проповедь чудесами: он воскресил младенца, которого несла на руках безутешная мать. Проповедуя Христа в Иераполе Сирийском, апостол Филипп вызвал сильный гнев в народе, угрожавшем даже побить его камнями, и по требованию толпы воскресил мёртвого, которого несли на носилках в продвигавшемся мимо погребальном шествии.
Филипп проповедовал Евангелие в Сирии, Лидии, Мизии и Фригии. За проповедническую деятельность был казнён (распят головой вниз) в 90 году — во время правления римского императора Домициана — в городе Иераполе Фригийском в Малой Азии в возрасте 87 лет.
Считается, что кроме апостола Андрея на Дону благовествовали слово Божие апостолы Филипп и Симон Кананит.
Память апостола Филиппа Католическая церковь отмечает 3 мая, Православная церковь — 14 (27) ноября. В этот день в Православных церквях начинается заговенье на Рождественский пост, поэтому Рождественский пост называют также Филипповым.
Существует гностический апокриф — Евангелие от Филиппа (создан в III—IV веках), а также апокрифический текст Деяния Филиппа.
Упоминаемый в Деяниях апостолов Филипп (апостол от 70) — один из семи избранных и поставленных заботиться о распределении пропитания диаконов (Деян. 6:1—6), — другое лицо, тёзка апостола Филиппа.

## Мощи

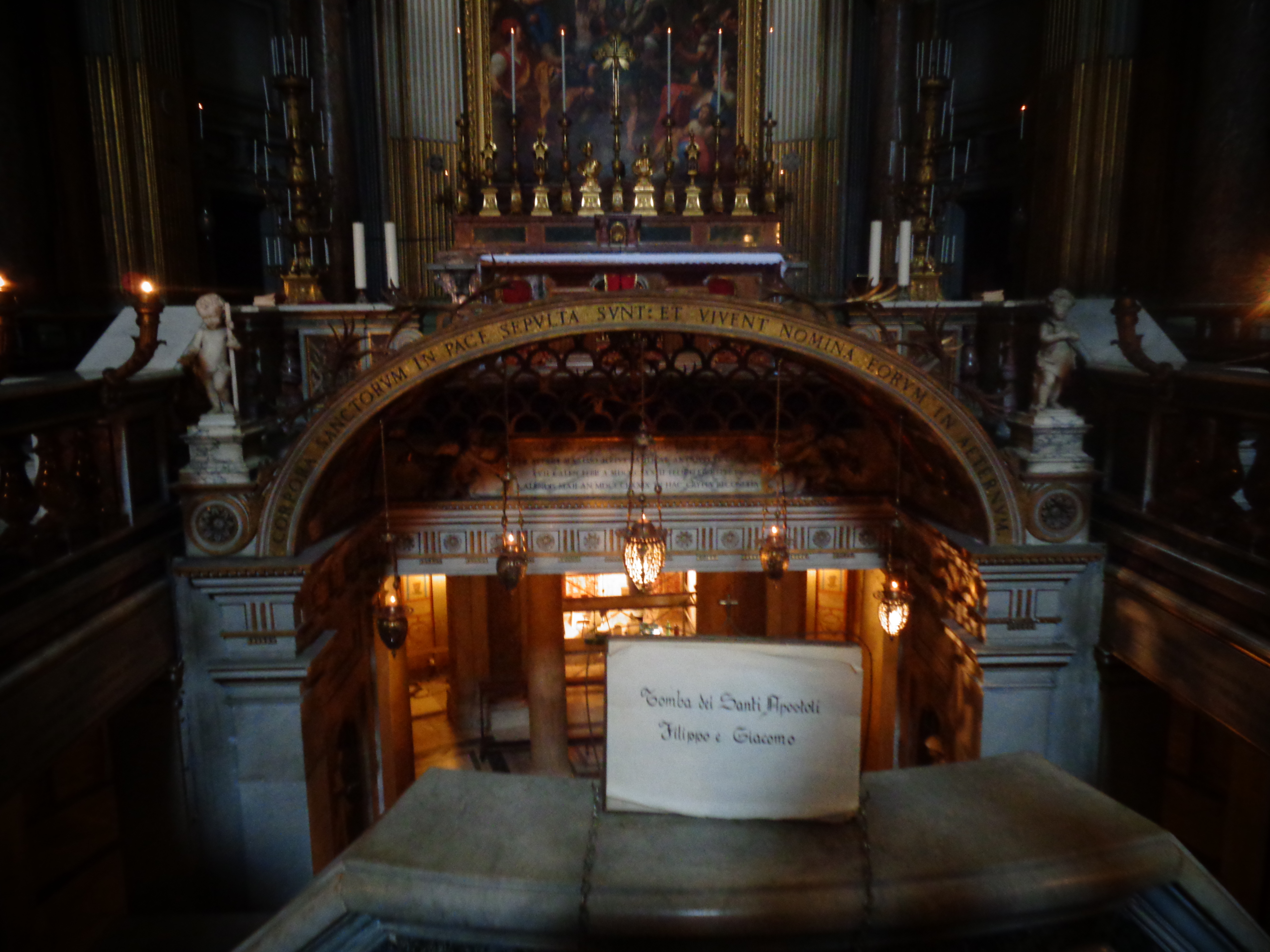
Крипта, где покоятся мощи Филиппа и Иакова мл.

На месте казни апостола Филиппа в Иераполисе Фригийском (примыкающий к совр. городу Памуккале, область Денизли, Турция) последователи святого построили гробницу восьмиугольной формы и упокоили там останки апостола. Мощи апостола Филиппа около 560 года были перенесены в Рим, где и находятся в настоящее время в храме Двенадцати Апостолов (Санти-Апостоли).
В 2011 году при проведении раскопок в Иераполисе среди развалин древнего храма итальянскими археологами под руководством Франческо Андриа была обнаружена предполагаемая гробница святого апостола Филиппа. Доказательствами принадлежности данной гробницы апостолу являются её устройство и письмена, найденные на ней.

## Память
- Церковь апостола Филиппа в Шардже